# Kim Weger
Kim Weger (Regina, 8 april 1980) is een schaatsster uit Canada. Ze vertegenwoordigde haar vaderland op de Olympische Winterspelen 2006 in Turijn.
Weger is getrouwd met schaatser Jeremy Wotherspoon.

## Resultaten

### Olympische Winterspelen
| Jaar | Plaats | Resultaten |
| ---- | ------ | ---------- |
| 2006 | Turijn | 26e 500 m  |

### Wereldkampioenschappen
| Jaar                       | Plaats         | Resultaten           |
| -------------------------- | -------------- | -------------------- |
| 2002 Sprint                | Hamar          | 27e Sprint           |
| 2004 Sprint 2004 Afstanden | Nagano Seoul   | 28e Sprint 20e 500 m |
| 2005 Afstanden             | Inzell         | 20e 500 m            |
| 2006 Sprint                | Heerenveen     | DNS Sprint           |
| 2007 Afstanden             | Salt Lake City | 18e 500 m            |
| 2008 Afstanden             | Nagano         | 22e 500 m            |
| 2009 Afstanden             | Richmond       | 22e 500 m            |

### Wereldbeker
| Seizoen   | 100 m | 500 m | 1000 m |
| --------- | ----- | ----- | ------ |
| 2000/2001 |       | 41e   | 36e    |
| 2001/2002 |       | 31e   | 29e    |
| 2002/2003 |       | 22e   | 20e    |
| 2003/2004 | -     | 30e   | 38e    |
| 2004/2005 | 16e   | 32e   | 38     |
| 2005/2006 | -     | 51e   | 59e    |
| 2006/2007 | 11e   | 23e   | 41e    |
| 2007/2008 | 6e    | 36e   | -      |
| 2008/2009 | 30e   | 40e   | -      |

### Canadese kampioenschappen
| Jaar | 500 m  | 1000 m | 1500 m | 3000 m | Allround | Sprint |
| ---- | ------ | ------ | ------ | ------ | -------- | ------ |
| 1996 | -      | -      | -      | -      | 14e      | -      |
| 1997 | -      | -      | -      | -      | -        | 14e    |
| 1998 | 19e    | 20e    | 20e    | 17e    | -        | -      |
| 2000 | -      | -      | -      | -      | -        | 7e     |
| 2001 | -      | -      | -      | -      | DNF      | 5e     |
| 2002 | 4e     | -      | -      | -      | -        | -      |
| 2003 | -      | -      | -      | -      | DNF      | Brons  |
| 2004 | -      | -      | -      | -      | DNS      | Brons  |
| 2005 | -      | -      | -      | -      | -        | 5e     |
| 2006 | Zilver | 7e     | -      | -      | -        | -      |
| 2007 | 5e     | 7e     | -      | -      | -        | -      |
| 2008 | 4e     | 11e    | -      | -      | -        | -      |
| 2009 | Brons  | 8e     | -      | -      | -        | -      |

## Persoonlijke records
| Afstand    | Tijd    | Datum            | Baan      |
| ---------- | ------- | ---------------- | --------- |
| 100 meter  | 10,66   | 12 maart 2008    | Calgary   |
| 500 meter  | 38,68   | 27 december 2005 | Calgary   |
| 1000 meter | 1.16,89 | 31 december 2005 | Calgary   |
| 1500 meter | 2.02,18 | 15 maart 2001    | Calgary   |
| 3000 meter | 4.32,89 | 26 oktober 2002  | Calgary   |
| 5000 meter | 9.36,95 | 8 januari 1995   | Saskatoon |